# گوئندولینه یئو
گوئندولینه یئو (انگلیسی: Gwendoline Yeo؛ زادهٔ ۱۰ ژوئیهٔ ۱۹۷۷) یک هنرپیشه اهل ایالات متحده آمریکا است.
او در فیلم اتاق خالی ۲ بازی کرده‌است.